# Exmoor (cheval)
Vous lisez un « article de qualité » labellisé en 2023.
Pour les articles homonymes, voir Exmoor (homonymie).
L'Exmoor est la plus vieille race de poneys britannique. Considéré comme l'une des plus anciennes races de chevaux du monde, ce poney est souvent décrit comme descendant de chevaux sauvages établis dans le sud de la Grande-Bretagne au cours du Pléistocène supérieur. Natif des landes d'Exmoor, qui forment actuellement le parc national d'Exmoor des comtés de Devon et de Somerset, il est souvent qualifié de poney celte. Il fait partie des poneys des montagnes et des landes britanniques. Au cours de sa longue histoire, il échappe aux croisements avec d'autres races de chevaux, ce qui rend l'Exmoor actuel très proche de ses ancêtres.
L'Exmoor s'est adapté aux conditions climatiques rudes de sa région en développant un pelage d'hiver très dense, qui le protège de l'humidité. Il est caractérisé par sa robe pangarée très proche de celles des chevaux préhistoriques, et par un type primitif très similaire d'un individu à l'autre. Plus sauvage que son voisin le poney Dartmoor, il peut néanmoins être monté et attelé, malgré son tempérament souvent indépendant. L'Exmoor est une race rare, comptant environ 3 500 représentants à travers le monde. Il s'est répandu à travers des pratiques d'écopastoralisme, mais reste en danger d'extinction.

## Dénomination et sources
Le poney Exmoor a pris le nom de la région anglaise dans laquelle il vit, l'Exmoor, une région isolée de landes marécageuses et de bruyères, au climat très rude, située entre le Devon et le Somerset, dans le Sud-Ouest de l'Angleterre,.
Du fait de son ancienneté, cette race de poneys a attiré l'attention en matière de recherche scientifique. L'Exmoor a notamment fait l'objet d'une série d'études de la part du Pr James Grant Speed de l'université d'Édimbourg. Entre les années 1950 et 1960, Speed, Mary Etherington et H. Ebhardt conduisent une série d'études comparatives entre l'Exmoor et les chevaux préhistoriques.

## Histoire

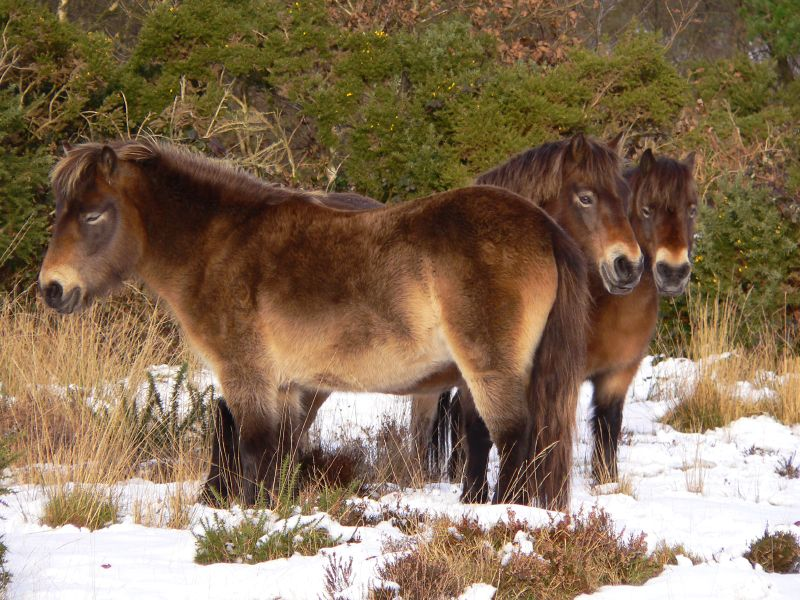
Poneys Exmoor en hiver : le poil de la robe est plus long.

L'Exmoor est considéré comme le plus ancien des poneys originaires de la Grande-Bretagne,,. Il a vécu presque totalement à l'état sauvage jusqu'au XIXe siècle. L'isolement de sa région d'origine, écartée des grands axes routiers, l'a aidé à se maintenir malgré les activités humaines. 

### Origine
Il existe une longue controverse autour de la question de savoir si l'Exmoor descend d'une population de chevaux sauvages préhistoriques (proches du Tarpan), ou de chevaux domestiques. L'importation de chevaux domestiques sur l'île de Grande-Bretagne est techniquement impossible avant l'âge du bronze (vers 2 000 av. J.-C.), les embarcations du Néolithique (en) ne permettant pas le transport d'un grand animal vivant,. Aussi, les ancêtres de l'Exmoor sont souvent décrits comme ayant traversé la Manche à pied sec, quand elle était encore une plaine humide ; cela était possible jusqu'environ 10 000 ans av. J.-C.. Cependant, l'origine de tous les chevaux domestiques du monde a été établie dans la steppe pontique (d'après une vaste étude publiée dans Nature en 2021), ce qui rend la thèse d'une origine préhistorique de l'Exmoor invalide.
Les études menées dans les années 1950 et 1960 ont conclu que l'Exmoor descendrait directement des chevaux du Pléistocène supérieur qui vivaient en France et en Grande-Bretagne. Cette déduction repose sur l'analyse comparée de crânes de chevaux préhistoriques et modernes, en particulier sur l'implantation des molaires et des prémolaires. Cette assertion est contestée en 1986 par Colin Groves, qui dans son article The taxonomy, distribution and adaptations of recent equids, estime que les chevaux préhistoriques présents dans l'île de Grande-Bretagne se sont tous éteints après le Pléistocène, les chevaux britanniques actuels descendant d'individus déjà domestiqués. Il existe aussi une opinion intermédiaire, défendue notamment par Erna Mohr (en) en 1971, selon laquelle l'Exmoor descendrait partiellement de chevaux sauvages déjà présents, et partiellement de chevaux domestiques importés plus tard. En 2013, les auteurs Hans  J. P. M. Hovens et Toon A. J. M. Rijkers postulent que « le poney d'Exmoor pourrait descendre directement d'une population de poneys de type sauvage qui vivait dans le nord-ouest de l'Europe au cours du Pléistocène tardif ». Dans le cadre d'une étude de cas, la docteure en études grecques et romaines Carolyn Willekes souligne la ressemblance de l'Exmoor avec les chevaux britanniques de la Préhistoire et de l'Antiquité. Elle note qu'il a existé deux types équins distincts dans les tombes celtiques, et que si les Celtes ont importé des chevaux depuis le continent, ces derniers n'étaient peut-être pas adaptés au climat de la Grande-Bretagne (en), ce qui a pu les pousser à domestiquer des poneys indigènes. 
Le Pr James Cossar Ewart a placé l'Exmoor parmi un groupe nommé Equus caballus celticus, puis à la suite de différentes tentatives de classement des groupes de chevaux préhistoriques, en 1977, Daphne Machin Goodall l'a placé dans le groupe Equus europaeus. Une analyse génétique menée sur le génome mitochondrial (ADNmt) de sept poneys Exmoor, en 2007, conclut qu'ils se regroupent presque entièrement dans un clade bien défini, avec peu de variabilité. Cela ne permet pas de résoudre la question de leur origine, car cette faible diversité pourrait aussi bien découler d'une ascendance directe depuis des chevaux sauvages que de l'existence d'un goulet d'étranglement de population. L'absence d'échantillons d'ADN pré-domestication en nombre suffisant ne permet pas de déterminer la contribution des chevaux sauvages des îles Britanniques aux races modernes, dont le poney Exmoor. Le poney Exmoor présente une fréquence élevée d'haplotypes d'ADNmt pré-domestication, mais que l'on retrouve également chez d'autres races de chevaux dans le monde. Le typage sanguin montre que l'Exmoor présente un groupe sanguin rare, absent chez l'Arabe et les races de chevaux orientaux. 
L'Exmoor présente des ressemblances avec certaines peintures rupestres ; par ailleurs, des ossements retrouvés dans des grottes des collines de Mendip, datés de 60 000 ans av. J.-C., se sont révélés très proches de ceux de l'Exmoor moderne,. 
En dépit de leur proximité géographique, de leur taille et de leurs robes souvent similaires, le poney Dartmoor et l'Exmoor ne partagent vraisemblablement pas la même origine : les études nient tout lien entre ces deux populations. Une étude publiée en 1995 et portant sur les caractéristiques morphologiques, c'est-à-dire l'aspect extérieur des organismes, a indiqué que l'Exmoor, le Pottok et le Tarpan (aujourd'hui disparu) sont extrêmement proches les uns des autres ; ces races ont été systématiquement regroupées dans les résultats de plusieurs analyses, l'Exmoor présentant le lien de parenté le plus étroit avec le Tarpan parmi toutes les races étudiées, soit 0,27 ; les races les plus proches du Tarpan étaient le Pottok et le Mérens, avec une distance génétique de 0,47. La distance entre l'Exmoor et le Pottok est de 0,37, et entre l'Exmoor et le Mérens de 0,40, un écart nettement plus important que la distance entre l'Exmoor et le Tarpan.
L'Exmoor a vraisemblablement échappé aux croisements dits « améliorateurs », grâce à l'isolement de son habitat, à la sélection naturelle, puis au protectionnisme de ses éleveurs,,.

### De l'Antiquité jusqu'à la fin duXVIIIesiècle
Ce poney vit depuis toujours à l'état sauvage dans sa région d'origine,. 
Vu comme un descendant direct du poney celte, l'Exmoor aurait tracté les chars de guerre celtiques, également à l'époque romaine. Les étalons amenés par les Celtes ont peut-être été croisés avec des juments déjà présentes, ou alors l'Exmoor a été directement introduit sur l'île de Grande-Bretagne par ces populations celtes. 
Les Romains développent une activité minière intense dans la région de l'Exmoor ; ils en extraient des métaux tels que le fer, l'étain et le cuivre, qui sont transportés à Hengistbury Head, dans le Dorset voisin, pour être exportés. Certaines sculptures romaines de chevaux de char présentent des ressemblances morphologiques avec l'Exmoor,.
L'Exmoor est mentionné pour la première fois à l'écrit en 1086 dans le Domesday Book, un registre de taxes établi pour Guillaume le Conquérant,. Ce registre cite la présence de Equi silvatici (« chevaux forestiers ») dans la région d'Exmoor, parfois capturés et mis au travail de bât par des fermiers locaux. Les sources subséquentes, datées de 1617 et d'après, mentionnant des rassemblements de chevaux sauvages et des captures annuelles de poulains, vendus ensuite pour le travail. La forêt d'Exmoor est alors un terrain de chasse royal, appartenant à la Couronne britannique : les fermiers doivent payer un droit de pâturage pour leurs animaux.

### AuXIXesiècle

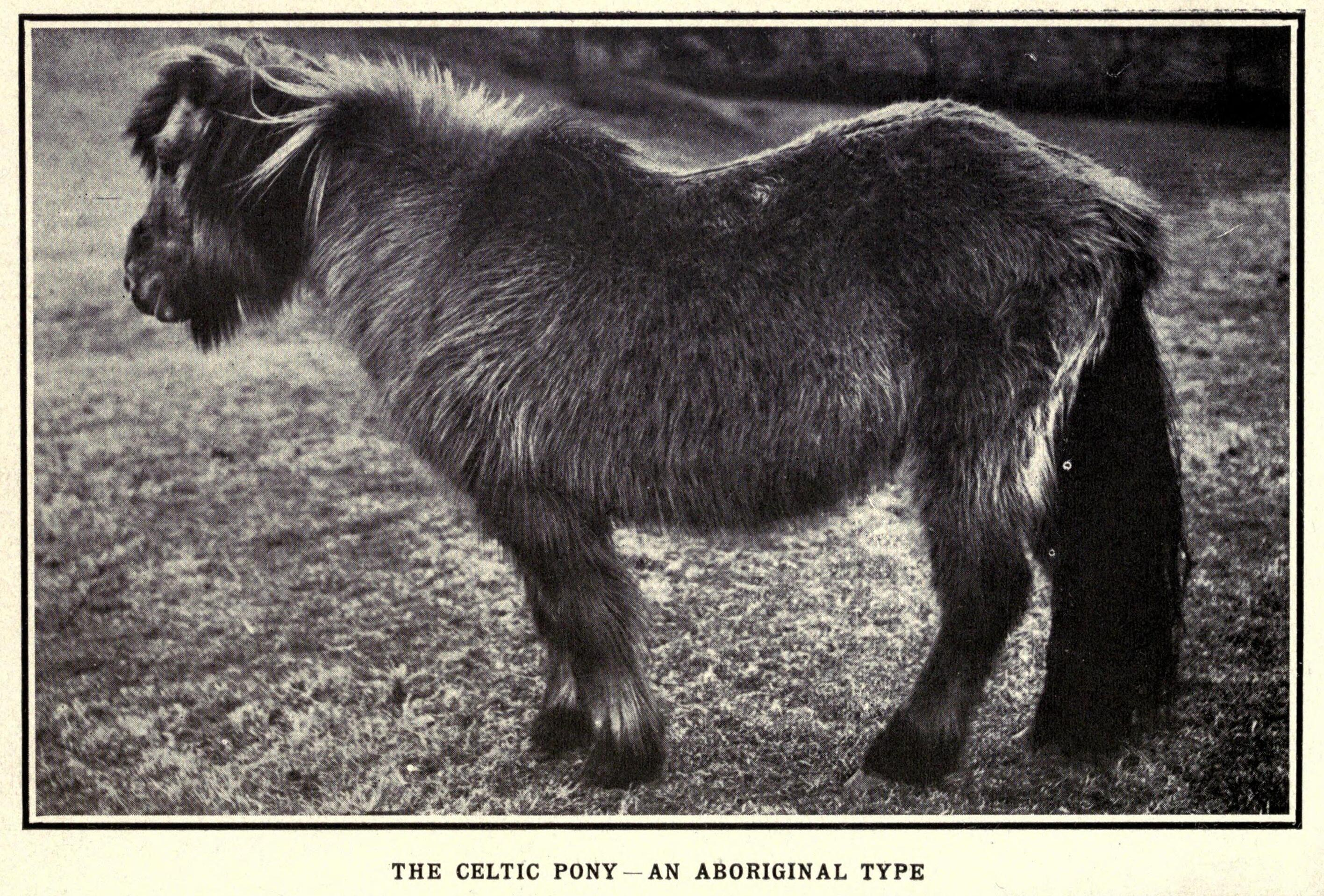
Exmoor décrit comme un « poney celtique » dans The horse book de J. H. S. Johnstone, 1908.

En 1818, les terres sont vendues à un industriel qui souhaite opérer des croisements sur le cheptel de poneys, et qui demande au dernier gardien de la forêt royale d'Exmoor, Richard Acland, d'acquérir un troupeau de 30 poneys de la race locale, la célèbre Anchor herd,. Acland conduit aussi 400 poneys issus de ces terres vers Winsford Hill. Cette même année, les poneys sauvages des landes sont vendus aux ancêtres des familles qui en sont toujours propriétaires de nos jours, dont Samuel Milton (harde 23) et M. Crockford (harde 12) ; les hardes 10 et 44 sont aussi restées propriété des mêmes familles. Ces familles locales en développent l'élevage en « race pure », dans de petites zones bien définies de l'ancienne forêt royale d'Exmoor. En 1820, William Youatt décrit l'Exmoor comme laid, mais robuste et utile. 
Les tentatives de croisement, au XIXe siècle, ne laissent vraisemblablement pas de traces,. Vers 1815 toutefois, un « cheval fantôme » nommé Katerfelto, de race andalouse et de robe isabelle à raie de mulet, se serait reproduit avec les poneys locaux,. Entre 1820 et 1860, d'autres croisements interviennent, mais les chevaux croisés ne survivent vraisemblablement pas aux hivers rudes sur la lande sans bénéficier d'attention humaine et d'apports de nourriture : 

« En 1860, le tenancier d'une ferme d'Exmoor s'efforçait d'élever des bidets de 12 mains 2 pouces et 14 mains. Dans cette vue, il employa comme étalon un fils de Old Port, le diminutif produit de Sir Hercules et Beeswing, et ensuite le célèbre poney entier Bobby, descendant par deux degrés, du côté de sa mère, de Borack, un arabe célèbre dans les courses de Madras, le père de quelques-uns des meilleurs poneys vendus aux ventes de M. Milward, de Thurgarton Priory. Mais, l'expérience ne réussit pas, car les poulains demandaient à être hivernés dans des paddocks (en) et nourris avec du foin jusqu'à deux ans, et étant nécessairement élevés sur des terrains améliorés, coûtaient aussi chers à l'éleveur que des animaux plus grands qui auraient eu plus de valeur. »

— Samuel Sidney (en), Le livre du cheval
Le révérend John Russel recommande le croisement du Pur-sang et de l'Exmoor pour donner des chevaux de chasse à courre. 
Dans son « livre du cheval » (The Book of the Horse, 1873), Sidney décrit l'Exmoor comme un poney d'environ 12 mains (1,22 m), généralement de couleur baie, avec un museau blanc crème, et autant de caractéristiques que la race conserve de nos jours. Les premiers enregistrements de données généalogiques de poneys Exmoor de pure race et croisés remontent à la fin du XIXe siècle.

### Depuis leXXesiècle

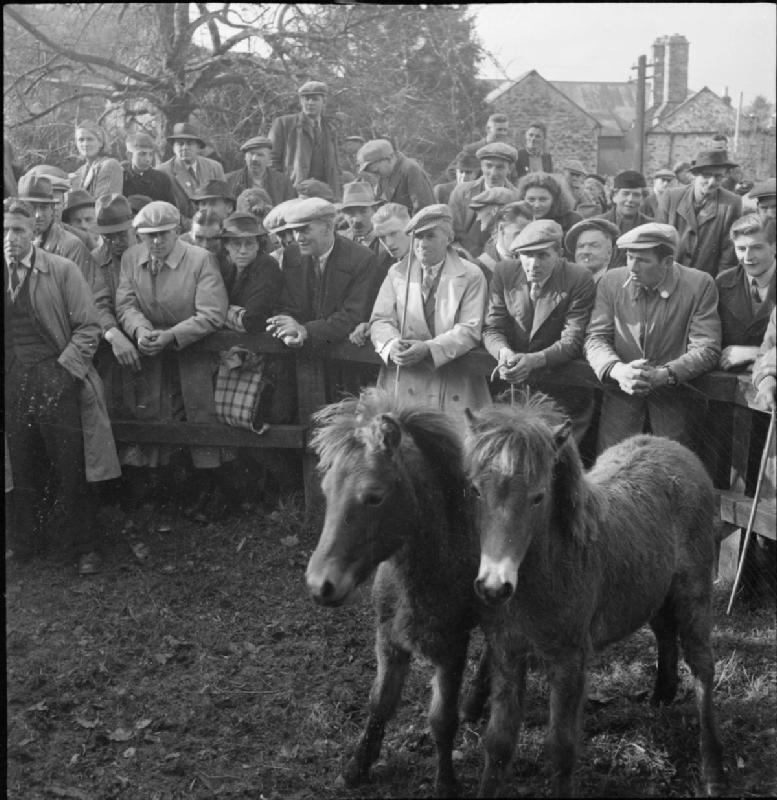
Foire aux poneys à Bampton, dans le Devon, en 1943.

De nombreux poneys Exmoor sont traditionnellement vendus chaque année au mois d'octobre, pendant la foire de Bampton. En 1919, 300 des meilleurs poneys de la famille Acland sont vendus. L'Exmoor Pony Society (EPS) est créée en 1921 par Reginald Le Bas et d'autres propriétaires de poneys, pour promouvoir la race et la protéger de l'extinction. Dans l'entre-deux-guerres, l'Exmoor est souvent utilisé pour l'équitation sur poney, avec les enfants. 
La Seconde Guerre mondiale est un désastre pour la population de poneys, la région d'Exmoor devient un champ d'entrainement militaire et la race locale est presque exterminée,, de nombreux poneys étant dérobés et abattus pour nourrir la population anglaise. On estime qu'une cinquantaine de poneys y ont survécu,,. Il ne reste qu'une poignée de juments de pure race dans la lande. Les éleveurs locaux en reprennent cependant l'élevage, notamment Mary Etherington. Le premier stud-book (registre généalogique) de la race est publié en 1963.
Les effectifs du poney Exmoor sont tombés au plus bas en 1981, lorsqu'une campagne de publicité attire l'attention sur sa rareté. En 1990, l'effectif mondial remonte à environ 1 200 poneys, et la population d'élevage à 500, dont la moitié dans la lande. Le National Trust, English Nature, et d'autres organismes de protection permettent la reconstitution fructueuse de petits troupeaux sauvages dans plusieurs zones de réserves naturelles. En 2005, environ 140 poneys vivent toujours dans les landes de la région d'Exmoor. 
Le génome complet de l'Exmoor a été séquencé, puis rendu public en octobre 2022.

## Description

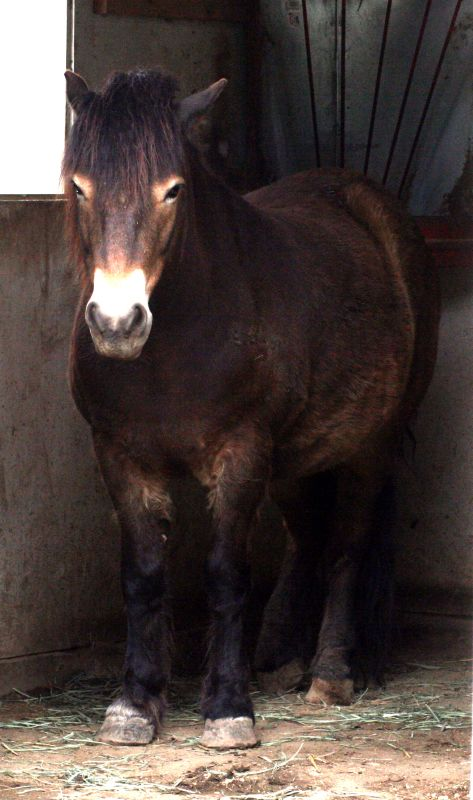
Poney Exmoor au modèle.

L'Exmoor est classé parmi les poneys des montagnes et des landes britanniques (mountains and moorlands pony breeds). Il présente un type primitif,,, avec une grande similarité entre tous les individus appartenant à cette race,. Jusqu'à la fin du XIXe siècle, toutes les races actuelles de poneys semi-sauvages britanniques étaient relativement similaires dans leur apparence et leur couleur de robe, mais les pratiques de sélection ultérieures ont entraîné des différenciations.

### Taille et poids
La hauteur au garrot va de 1,13 m à 1,25 m en moyenne selon Bonnie Lou Hendricks, 1,16 m à 1,30 m selon le guide Delachaux, 1,25 m en moyenne selon Martin Haller. Emmanuelle Hubrecht et Emmanuelle Brengard citent une moyenne à 1,27 m, assortie d'une fourchette de 1,17 m à 1,35 m,. La FAO, Elwyn Hartley Edwards et Gianni Ravazzi citent 1,27 m à 1,30 m,,. 
Le poids va de 700 à 800 pounds (317 à 362 kg) selon les informations recueillies en Amérique du Nord par Judith Dutson, la FAO indiquant une moyenne de 227 kg.

### Morphologie
L'Exmoor est de morphologie médioligne. Dans son habitat naturel, il a développé des caractéristiques propres pour braver le climat,. 

#### Tête
Sa tête présente des caractéristiques immédiatement reconnaissables. Elle est élégante et assez longue, grande selon Hendricks, plutôt petite selon Edwards ; proportionnée au corps et dotée d'un profil rectiligne,. Ses yeux sont grands et de couleur foncée, dits « de grenouille » ou « de crapaud », car ils sont surmontés d'un os et d'une paupière épaisse qui les protègent des intempéries et cerclés de poils blanc crème, leur donnant l'allure de ceux des batraciens,,,,. Les naseaux sont larges et très ouverts, associés à un front large, témoignant d'un bon développement du système respiratoire, lui permettant de réchauffer l'air avant qu'il ne l'inhale,,. 

Tête de l'Exmoor
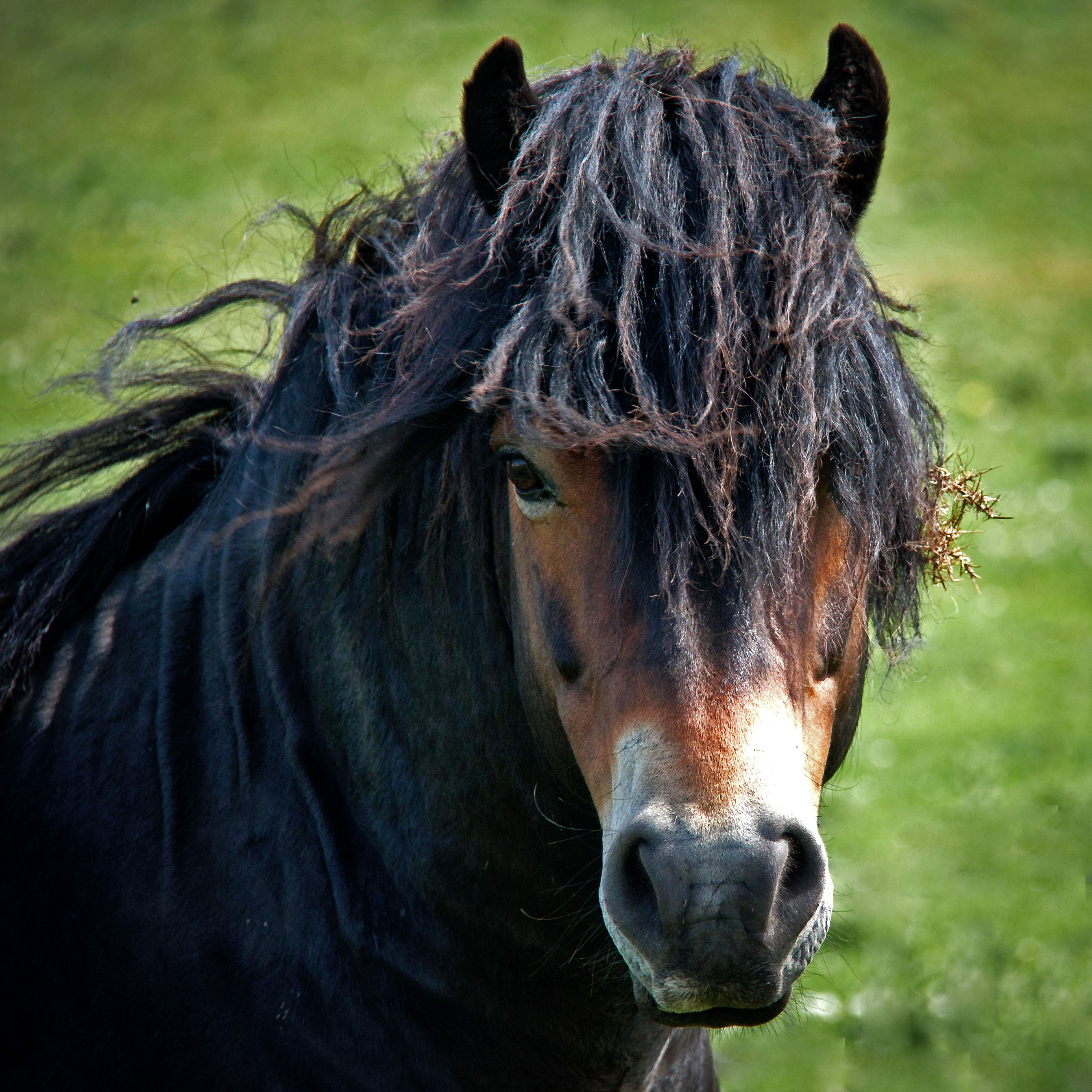
Vue de face.
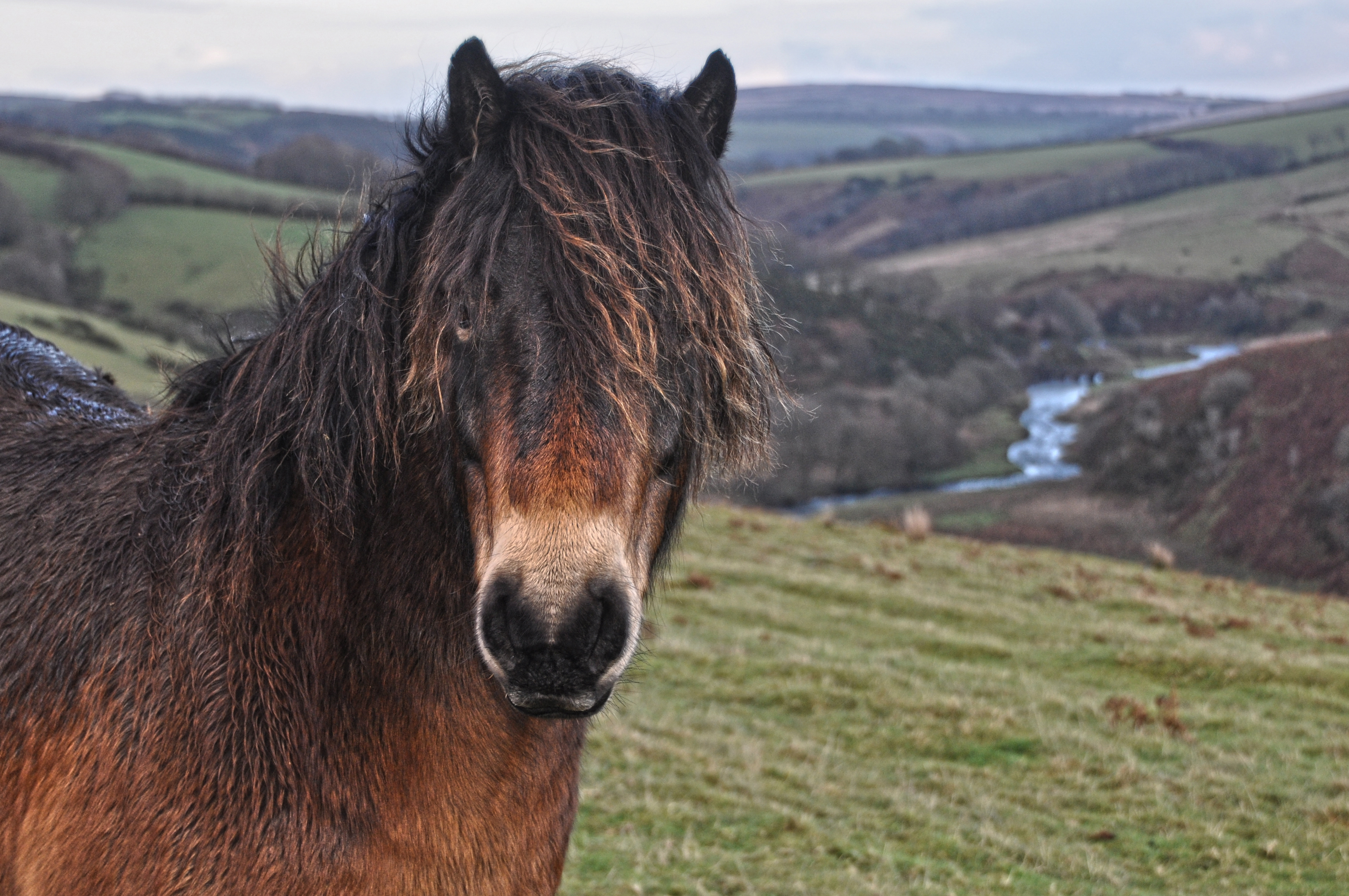
Vue de face
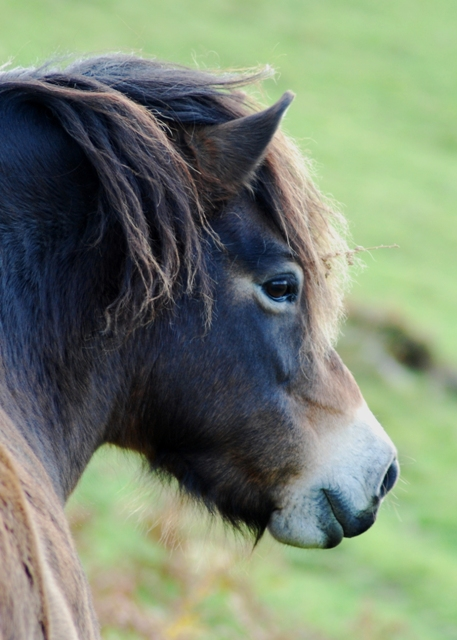
Étalon vu de profil
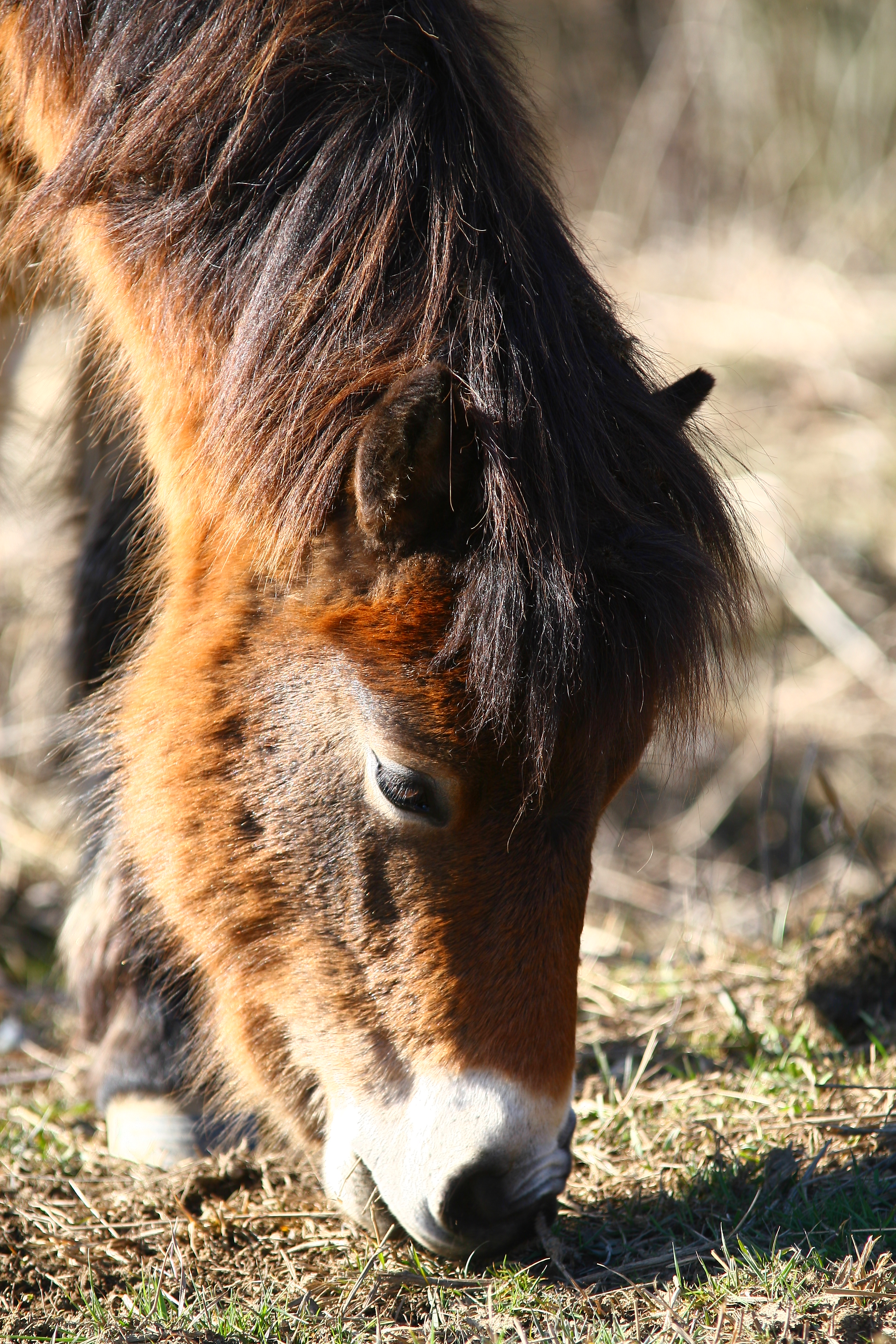
Poulain, broutant

Un certain nombre de sources rapportent que les mâchoires de l'Exmoor possèdent une conformation particulière, en raison d'une denture conservant les traces d'une septième molaire, unique parmi les races de chevaux actuelles,. Il s'agit en fait d'une erreur de traduction d'un article allemand vers l'anglais. Cette caractéristique se retrouve chez un certain nombre de races de chevaux dotées de mâchoires inférieures de taille importante, de sorte que sa présence chez le poney Exmoor n'est pas remarquable,.
Les oreilles sont petites, épaisses et pointues.

#### Avant-main, corps et arrière-main
Son encolure est massive et courte, épaisse, puissante et particulièrement musclée dans sa partie inférieure, une caractéristique qu'Edwards attribue au harnachement utilisé historiquement, qui consistait en une bride passée autour de l'encolure, favorisant des poneys à l'encolure très large et épaisse. Le garrot est marqué. Les épaules sont longues, musclées et obliques,.
Le poitrail est ample et profond, le corps robuste et compact, avec une cage thoracique arrondie, et un passage de sangle profond,. Le dos est moyen à long (et potentiellement ensellé dans ce cas), droit, attaché à des reins puissants et larges,. La croupe est oblique, massive et arrondie, avec une queue attachée bas.
Les membres (en) sont robustes mais fins et secs, courts et vigoureux dans leur partie inférieure, avec des jambes et des avant-bras longs. Les antérieurs disposent de canons courts et bien placés et les postérieurs sont forts, avec des coudes bien ouverts. Les pieds sont court-jointés, petits, très solides et bien formés, avec une corne de couleur noire bleutée.

#### Pelage

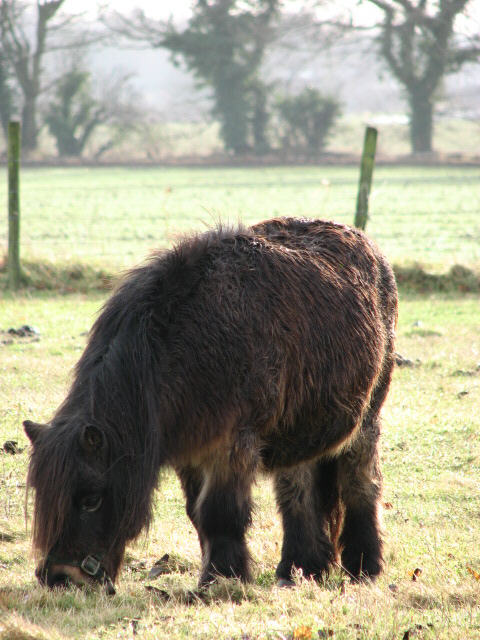
Poney Exmoor en pelage d'hiver à Cawston.

Le pelage de l'Exmoor a attiré de l'intérêt,. Son poil est à la fois dur et souple, exprimant une grande brillance, et ses crins sont particulièrement drus. Le poil d'hiver est généralement conservé durant une grande partie de l'année par les poneys anglais d'extérieur, du mois de septembre jusqu'au mois de mai. Il se caractérise par une double couche de poils laineux (sous-poil), qui isole la chaleur et empêche sa peau d'être mouillée,,. Durant les jours secs de l'hiver, il confère aux poneys une apparence très ronde. Le poil d'été, visible de juin à août chez les poneys de la lande, est court et bien dense, pouvant présenter des reflets métalliques,.
En plus des variations saisonnières, le pelage de l'Exmoor connaît des variations au cours de la vie, entre le pelage de naissance, le pelage de poulain, le pelage de yearling (un an) et le pelage d'adulte. Le pelage de naissance est court et laineux. Pour son premier hiver, le poulain développe un long pelage, mais garde généralement des crins de queue courts et soyeux.
Le placement des épis facilite l'évacuation de l'eau, empêchant ainsi des parties sensibles du corps d'être mouillées,,. 
La queue est épaisse, avec une couche de poils supérieurs qui poussent en forme d'éventail à son sommet (nommée ice tail en anglais, soit « queue de glace »), qui le protège des intempéries,. La crinière est tombante comme chez toutes les races de chevaux domestiques (bien qu'il existe des chevaux sauvages à la crinière tombante), offrant là aussi un drainage efficace de l'eau de pluie,.
L'hypothèse que les poneys dépourvus de ces caractéristiques de pelage ne puissent survivre au climat de la lande (notamment aux blizzards) a été posée par J. G. Speed, qui note en 1960 que les poneys retrouvés morts durant l'hiver présentaient des anomalies du pelage, et que ceux qui présentent des signes de malnutrition et de mauvais état général ont aussi un pelage anormal.

### Couleur de robe

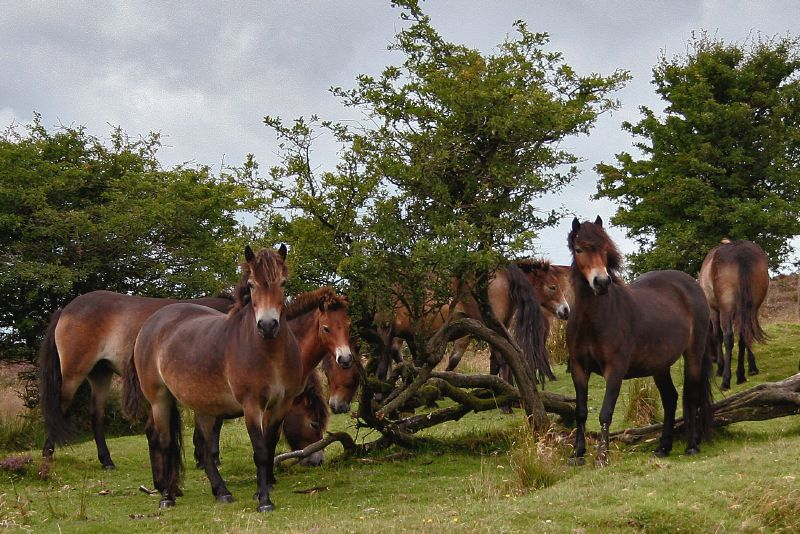
Une harde de poneys Exmoor, montrant bien leurs robes très similaires.

La couleur de robe, très similaire chez tous les poneys de cette race, constitue une caractéristique distinctive essentielle. Tous les Exmoor expriment en effet une robe pangarée, qui induit une décoloration systématique autour des narines, de couleur crème, ainsi que sous le ventre et à l'intérieur des cuisses,,, mieux visible en pelage d'hiver. La robe de base est toujours bai, bai-brun ou dun (robe dite « louvet » en français,,,) avec des extrémités noires, ce qui la rapproche des robes trouvées chez les chevaux préhistoriques. 
Les marques blanches sur la tête et les membres sont interdites par le standard de la race, car elles sont réputées indiquer des croisements étrangers,.
Ravazzi cite l'alezan comme une robe possible. D'après Sue Baker, à partir de la fin du XIXe siècle, les Exmoor ont fait l'objet d'une sélection pour leur museau « crème » caractéristique. En 1921, les règles de la jeune Exmoor Pony Society acceptaient les poneys gris et noirs en plus des bais, bai-bruns et dun, mais les normes de couleur de robe ont rapidement été renforcées pour exclure les animaux non-conformes au standard de la race, soigneusement défini, basé sur « l'ancien type »,.

### Tempérament et entretien

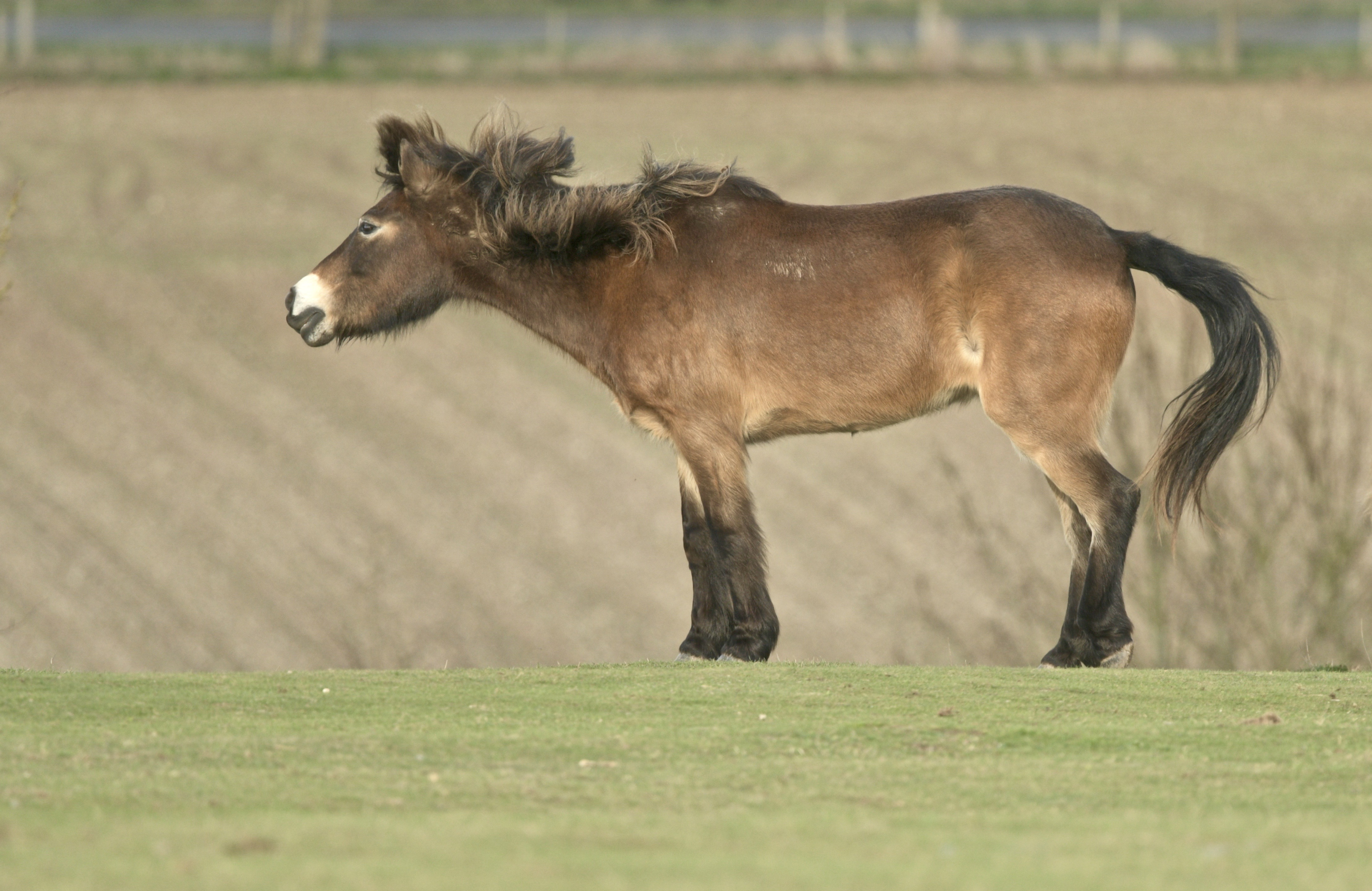
Poney Exmoor semi-sauvage en pelage d'été, s'ébrouant.

C'est un poney indépendant du fait de son mode de vie sauvage,, au caractère farouche et affirmé,. Il est particulièrement rustique, adapté à une nourriture pauvre, et ne demande qu'un entretien minimal,. Durant le printemps et l'été, les poneys de la lande peuvent pâturer sur des variétés d'herbes, mais dès que le froid arrive, ils ne trouvent plus que de la bruyère et des ajoncs pour se nourrir.
La santé et la longévité sont excellentes,. Les problèmes de santé augmentent considérablement chez les poneys demi-Exmoor, issus de croisements. La mutation responsable de la myopathie à stockage de polysaccharides de type 1 a cependant été détectée chez l'Exmoor en 2010.
Les poneys qui vivent dans la lande ont conservé les caractéristiques de leurs ancêtres, cherchant leur propre nourriture toute l'année, et craignant la proximité humaine. Ils présentent aussi, d'après Edwards, une peur naturelle des chiens, peut-être en souvenir des attaques de loups.

### Allures
Ses allures sont droites,, avec une action jugée excellente, que ce soit au pas, au trot ou au galop. Régulière et équilibrée, elle est proche de celle d'un cheval de selle, sans mouvement exagéré du genou,. L'action est donc souple, basse et douce, procurant un certain confort pour le cavalier en selle. Le galop est réputé très rapide, et le pied très sûr.

### Sélection

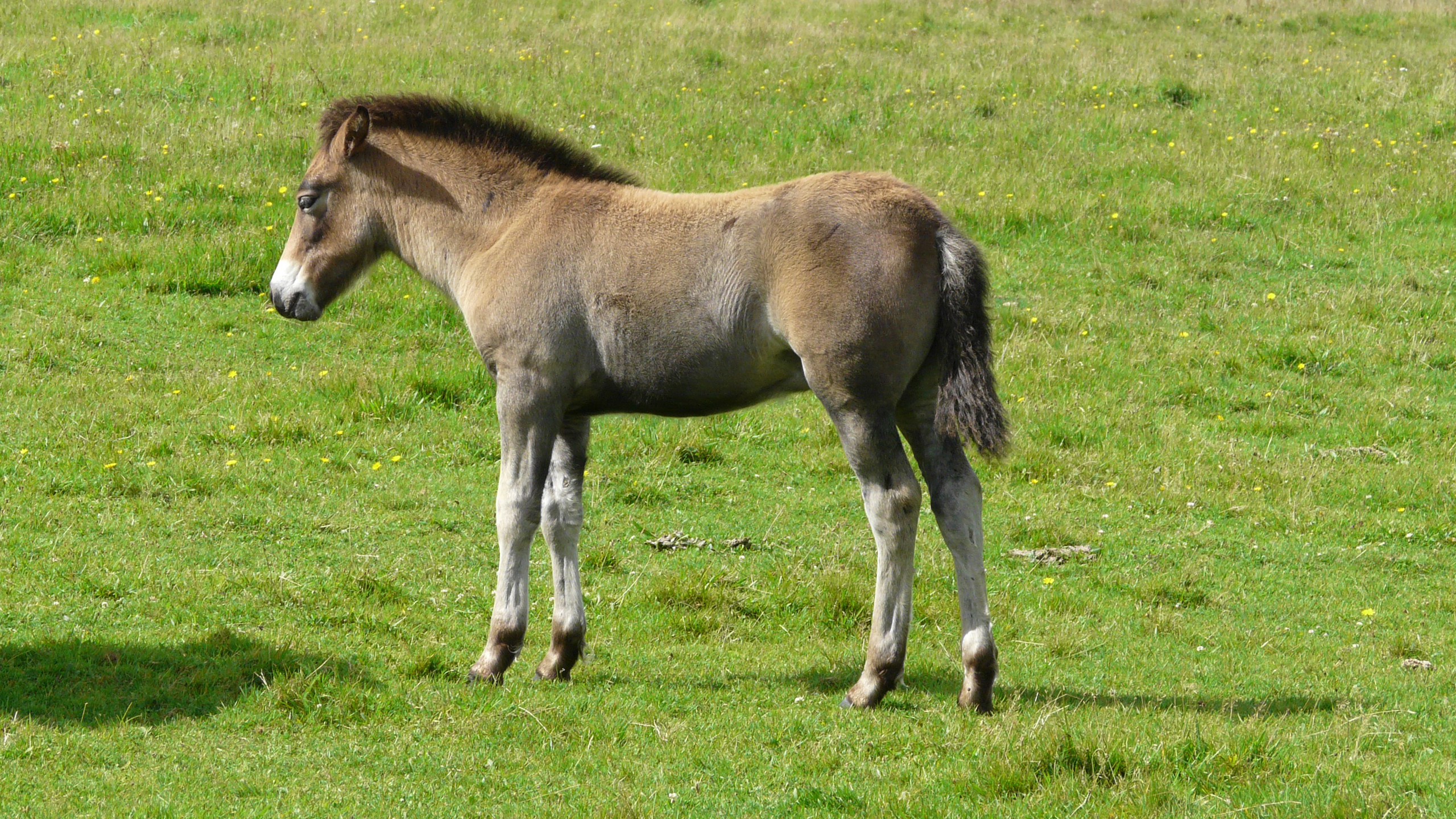
Poulain Exmoor.

L'Exmoor Pony Society (EPS) est chargée de la sauvegarde et de la gestion des poneys qui vivent en semi-liberté dans la lande. Élevé hors de son biotope originel, l'Exmoor tend à perdre son type et à devenir plus grand, ce qui rend nécessaire un travail de maintien de ses caractéristiques,. Des éleveurs pratiquent la « retrempe », qui consiste à ramener des poneys de la lande dans les élevages domestiques pour la reproduction.
Speed a posé l'hypothèse qu'une réduction de la taille de la tête de l'Exmoor puisse le prédisposer à développer des pneumonies et réduire son adaptation à son milieu d'origine, notamment à cause de la réduction de l'espace disponible pour sa denture, base de son mode d'alimentation à l'état semi-sauvage, lui permettant de se nourrir de végétaux à très faible valeur nutritive. Elle s'oppose aussi à une sélection qui modifierait l'apparence des poneys, dans la mesure où leurs caractéristiques leur confèrent une résistance aux intempéries.
Chaque année au mois d'octobre, les poulains nés au printemps sont rassemblés puis examinés, pour un marquage et un contrôle sanitaire. L'évènement est tumultueux, car ces poneys ne côtoient généralement jamais de véhicules ni d'êtres humains durant le reste de l'année.
Les poulains de l'année sont examinés par deux juges de l′Exmoor Pony Society, et ceux qui correspondent au standard de leur race sont inscrits dans le stud-book,. Les autres sont castrés, pour éviter qu'ils ne puissent se reproduire,.
Historiquement (sources de 1992-1995), les poulains Exmoor reçoivent trois marques au fer ; deux consistent en une étoile et un chiffre apposés près de l'épaule, de manière à identifier leur troupeau d'appartenance ; la troisième est apposée sur la cuisse et fournit le numéro au sein du troupeau,. Les poneys anglais reçoivent une puce électronique d'identification dans l'encolure depuis 2003.
Le lendemain de leur examen et de leur marquage, les poneys sont reconduits dans la lande.

## Utilisations

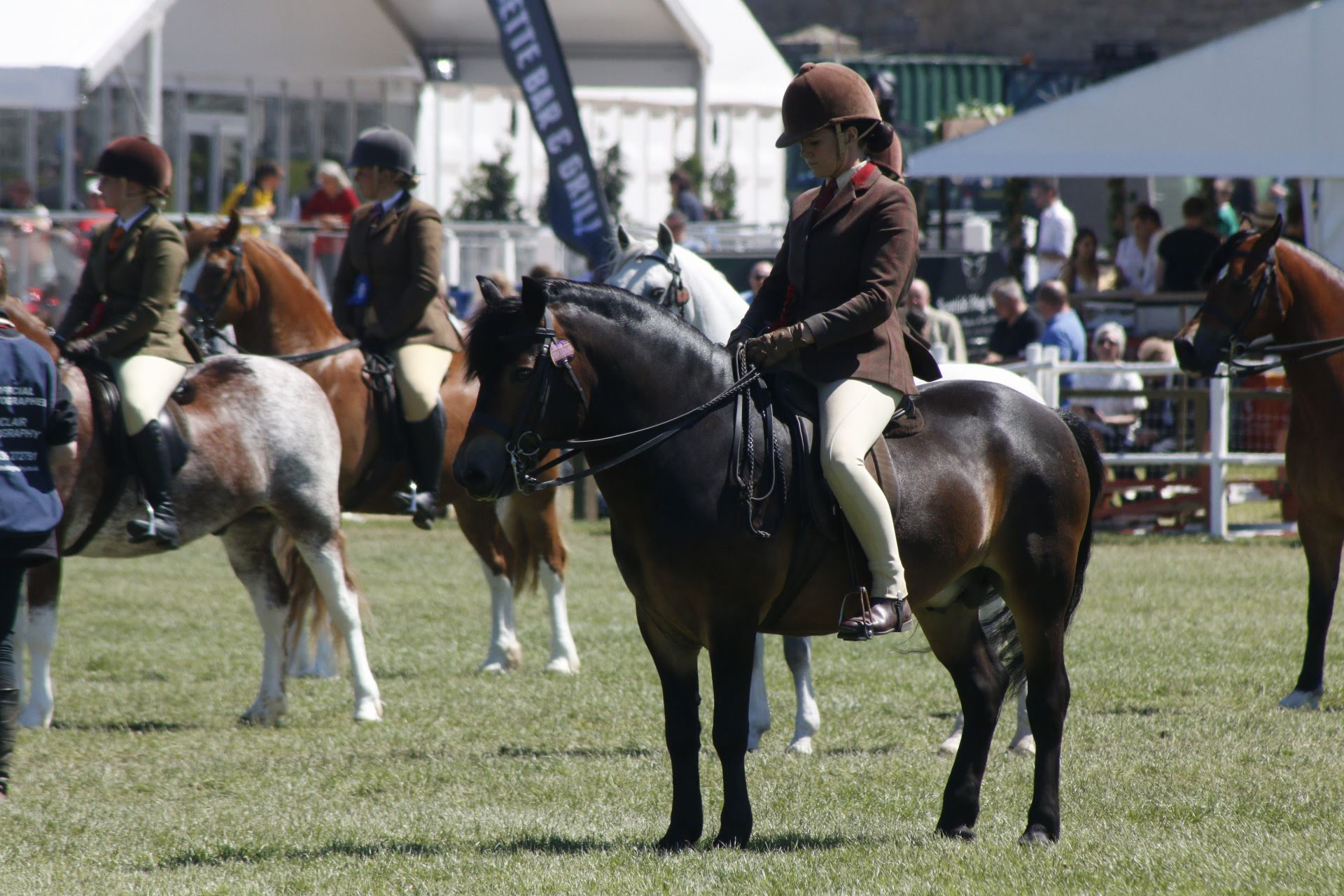
L'étalon Exmoor Dunkery Wigeon au Mountain and Moorland pony championship du Royal Highland Show de 2018, monté par Hayley Reynolds.

### Usages historiques
Avant la motorisation des activités agricoles, les poneys capturés sur la lande étaient dressés pour travailler sur les fermes,. Il s'agit la plupart du temps de travaux de labour et de hersage, de la gestion des troupeaux de moutons, et de transport de nourriture. Les poneys pouvaient être tant montés qu'attelés, permettant aux habitants de la région d'Exmoor de se déplacer. Certains poneys ont probablement été vendus pour travailler dans les mines.

### Sports et loisirs équestres
Il est désormais un bon poney familial, grâce à sa santé robuste. Bien dressé, l'Exmoor peut être monté par des enfants,, notamment pour du saut d'obstacles, grâce à son habileté au saut,. Il est cependant devenu peu populaire à cet usage. En Angleterre, il participe à des compétitions de saut d'obstacles, de concours complet et de dressage pour poneys.
Il est extrêmement fort en comparaison de sa taille réduite,,. Sa conformation le rend suffisamment robuste pour porter un adulte léger,,, notamment pendant un trekking dans son pays natal. Il peut porter un cavalier durant toute une journée sans montrer de signes de fatigue. L'Exmoor est moins populaire en parade équestre que d'autres races comme le Dartmoor et le Welsh A. En 2003, Stowbrook Jenny Wren devient la première Exmoor à remporter le NPS Bailey's Horse Feeds Ridden Mountain & Moorland Championship à l′Olympia Christmas Show ; les poneys Exmoor ont aussi remporté les deux divisions du International Horse Agility Championships en 2011, puis une troisième place aux championnats de 2012.
L'Exmoor peut aussi être mis à la traction légère,, grâce à sa grande endurance.

### Écopâturage et thérapie

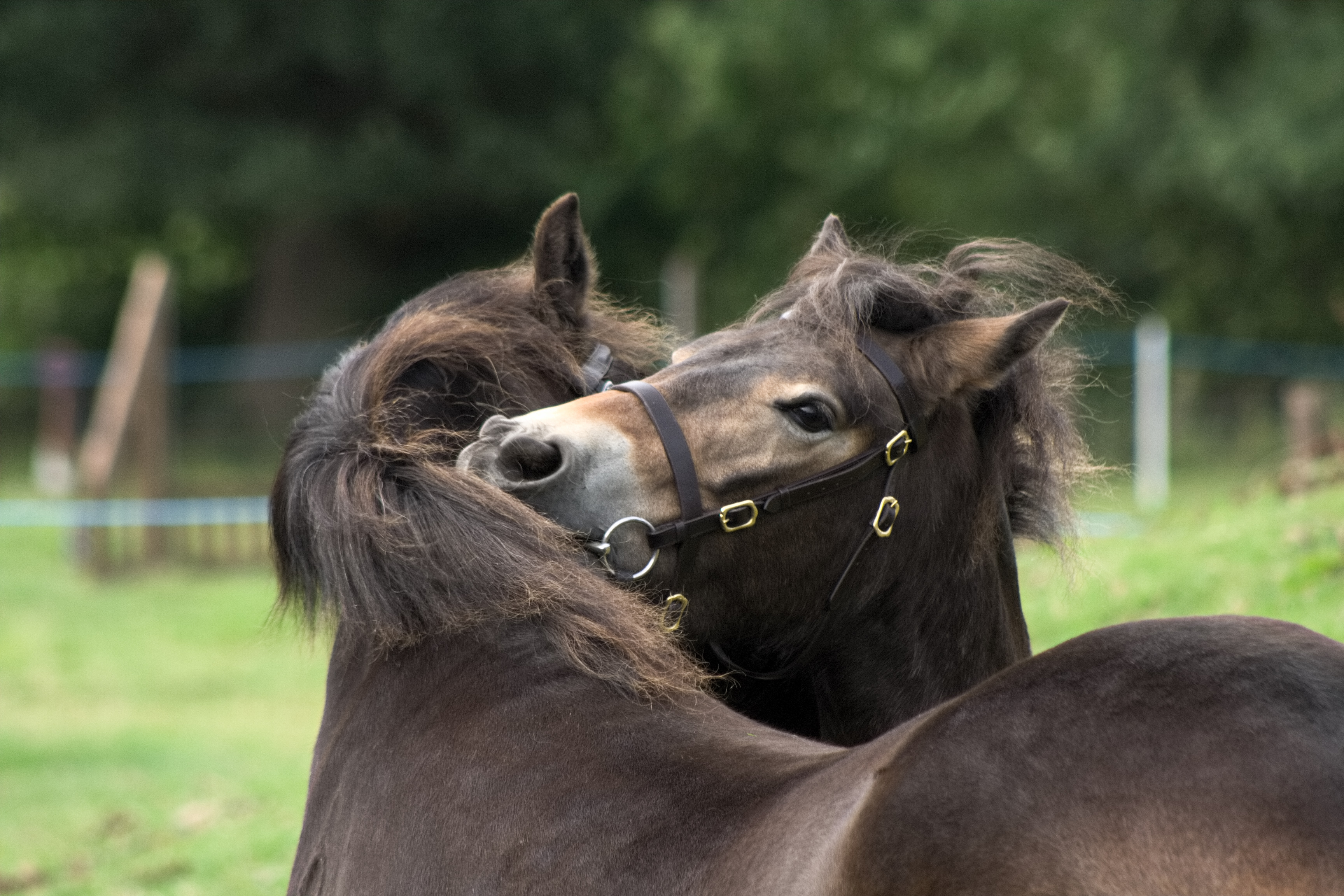
Poneys Exmoor pendant un toilettage mutuel.

Il est devenu populaire comme « tondeuse écologique », permettant de conserver la biodiversité d'une variété d'habitats. 14 juments du parc national d'Exmoor ont été exportées en Tchéquie en 2015, pour pâturer sur l'ancien terrain militaire de Milovice. Il existe aussi une population d'Exmoor au Danemark, dans la zone du projet Rewilding Mols du parc national de Mols Bjerge ; les poneys s'y nourrissent d'une quantité relative de végétation ligneuse pendant l'hiver, dont la Bruyère commune (Calluna vulgaris), le Chêne pédonculé (Quercus robur) et le Pin sylvestre (Pinus sylvestris).
L'Exmoor peut aussi servir dans le travail avec des personnes handicapées, que ce soit attelé ou monté.

### Croisements
Enfin, l'Exmoor a été élevé pour le croisement avec d'autres races de chevaux, notamment le Pur-sang,. Les demi-sangs de première génération ont tendance à perdre les caractéristiques de la race Exmoor, seuls les poulains aux trois-quarts Exmoor conservant leur type. L'Exmoor a vraisemblablement influencé la race du New Forest.

## Diffusion de l'élevage

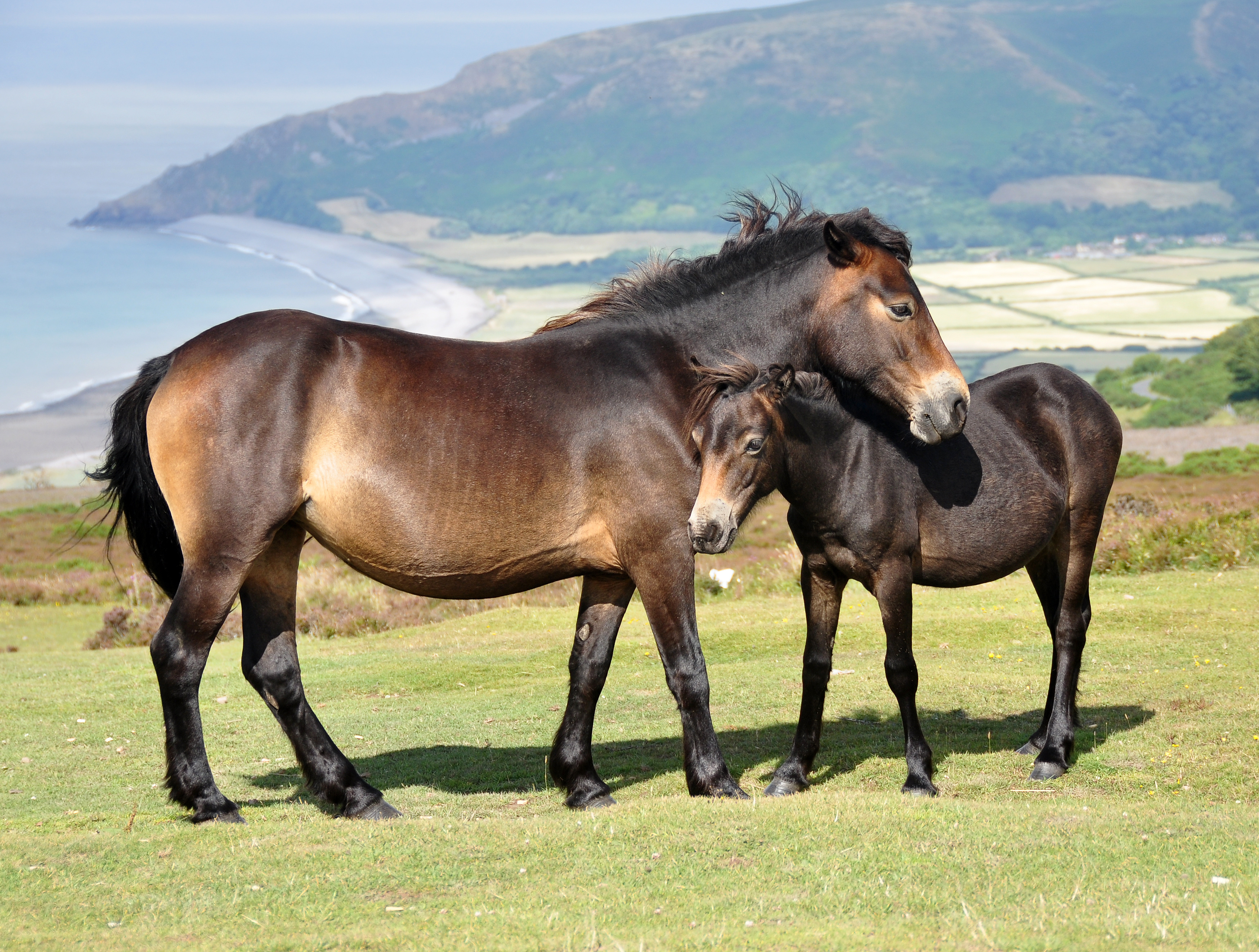
Jument et poulain Exmoor à Porlock Common.

Il est considéré comme une race rare. La FAO le classe comme étant une race indigène du Royaume-Uni à la diffusion internationale, en danger d'extinction à l'échelle mondiale, et en danger critique dans son pays d'origine, en 2022. L'Equus Survival Trust classe l'Exmoor comme étant en danger « critique » d'extinction (entre 100 et 300 femelles aptes à se reproduire), d'après l'évaluation de 2022. D'après Brengard et le guide Delachaux (2016), 3 500 Exmoor existent à travers le monde,, dont environ 500 sur la lande en 2016, et 3 000 répartis entre le Royaume-Uni, l'Europe continentale et l'Amérique du Nord. 

### En Grande-Bretagne
L'Exmoor est traditionnellement élevé dans le Devon et le Somerset en Angleterre,, en semi-liberté à l'état quasiment sauvage. Chacun de ces poneys a un propriétaire. À peu près la moitié du cheptel britannique vit ainsi à l'état semi-sauvage. Les effectifs britanniques inscrits au stud-book sont d'environ 290 juments et une quarantaine d'étalons en 2007. En 2021, le cheptel est en croissance.
En raison du taux de mortalité dû à des collisions avec des véhicules, des conseils sont diffusés aux automobilistes qui traversent les zones de vie des poneys. Les hardes semi-sauvages de la région d'Exmoor ne doivent pas être confondues avec celles des Bodmin Moor (en) en Cornouailles, qui n'appartiennent à aucune race en particulier.
Il existe aussi des poneys Exmoor à l'état domestique, dans divers élevages de Grande-Bretagne. En 2020, un groupe de poneys Exmoor est transféré à la ferme de Cochno, à l'université de Glasgow, pour assurer la préservation de la race et permettre des recherches scientifiques.

### Hors de la Grande-Bretagne

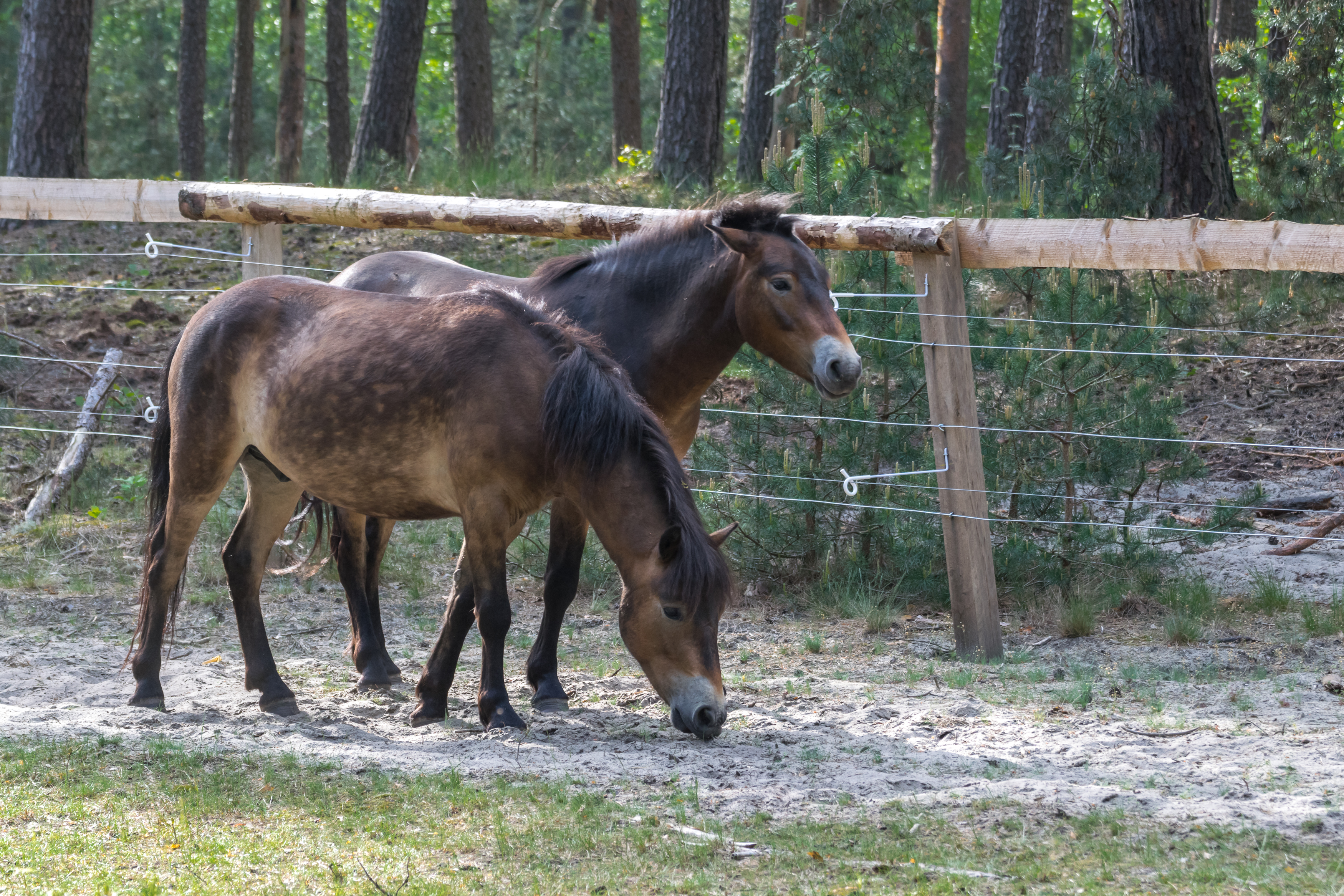
Poneys Exmoor dans la réserve Ölbachtal mit Augustdorfer Dünenfeld, à Augustdorf, en Allemagne.

Son élevage s'est étendu à l'Allemagne, la Suède, la France, la Tchéquie et l'Amérique du Nord (États-Unis et Canada),. En 2019, la population tchèque est d'au moins 111 poneys et, en 2023, de près de 150.
Selon la Canadian Livestock Records Corporation (CLRC), en 2005, environ 75 Exmoor sont enregistrés dans toute l'Amérique du Nord, un peu plus de la moitié étant présents aux États-Unis. Un ou deux poulains naissent chaque année aux États-Unis, pour trois à quatre au Canada. Les populations les plus importantes se trouvent dans l'État de New-York, en Virginie, en Californie, en Ontario et en Colombie-Britannique.